# 花谷泰広
花谷 泰広（はなたに やすひろ、1976年8月6日 - ）は、日本の登山家。兵庫県神戸市出身。

## 概要
兵庫県立神戸高等学校時代より山岳部に所属、1995年に同校卒業後は信州大学教育学部に進み2001年に卒業。大学卒業後は富士山で登山ガイドを開始し、富士吉田市公認の富士山登山案内人として10年間富士山と関わった。2003年から2シーズン、富士山測候所において冬の強力を行った。
2004年、インドのヒマラヤ・ガンゴトリ山群メルー中央峰北東壁「シャークスフィン」(6,459 m) 登攀中に靭帯断裂の大怪我を負い、1年半にわたり登山を中断。2007年日本山岳ガイド協会の検定に合格、認定登攀ガイドとなり、オーダーメイドガイド「First Ascent」を主宰。2012年ネパールのキャシャール南ピラーを初登攀、その功績が評価され、2013年に第21回ピオレドール賞を同行者の馬目弘仁、青木達哉とともに受賞した。
現在は「First Ascent」のほか、日本山岳ガイド協会認定登攀ガイド、国立登山研修所登山指導員、国際自然環境アウトドア専門学校講師、パタゴニアアルパインクライミングアンバサダー、PRO TREKアンバサダー、Team LA SPORTIVAアスリート、山の日アンバサダーを務める。2017年より、山梨県北杜市の指定管理業者として甲斐駒ヶ岳の山小屋「七丈小屋」の運営・管理人となっている。

## 登攀歴
- 1996年秋 - ラトナチュリ（7,035 m/ネパール）初登頂。
- 1999年春 - マッキンリーウェストバットレス（6,194 m/アメリカ）登頂。
  - 夏 - アルパマヨ南西壁フェラーリルート（5,947 m/ペルー）完登（登頂できず）。
    - ピスコ（5,800 m/ペルー）単独登頂。
    - チョピカルキ（6,354 m/ペルー）単独登頂。
    - ワスカラン（6,768 m/ペルー）単独登頂。
- 1999年 - ヨセミテでフリークライミングに触れる。
- 2000年春 - ガネシュヒマールII峰（7,111 m/ネパール）
- 2001年秋 - チョ・オユー（8,201 m/チベット）登頂。
- 2002年 - トクヤラフ（ペルー）単独登頂。
- 2006年夏 - メルー中央峰シャークスフィン（6,459 m/インド）登頂（馬目弘仁）。
- 2008年夏 - ワンドイ南峰南西バットレス（6,160 m/ペルー）登頂。
- 2009年10月30日 - ネムジュン[西壁]（7,137 m/ネパール）初登頂（田辺治、角谷道弘、大木信介）。
- 2011年5月24日 - マッキンリーウエストバットレス（6,194 m/アメリカ）登頂（谷口けい、宮西広太郎、大木信介）。
- 2011年 - ヒルトナピーク縦走（カシンリッジ - マッキンリー継続は断念）。
- 2012年11月11日 - キャシャール南ピラー（6,770 m/ネパール）初登頂（馬目弘仁、青木達哉）。
- 2014年 - テンギラギタウ (6,943 m) の西壁を目指すも断念。
- 2014年7月 - モンブラン[フレネイ中央稜]（4,810 m/フランス）登頂（佐々木大輔）。
- 2014年 - ランダック (6,620 m) 第二登・東面初登攀。
- 2015年 - ランシャール (6,224 m) 第二登（直前で他の隊が初登）。
- 2016年 - ロールワリンカン (6,664 m) 初登頂。
- 2018年 - パンカールヒマール (6,264 m) 初登頂。

## 出演
- 実践！にっぽん百名山（2013年4月4日 - 継続中、NHK BS1）
- グッと!スポーツ（2018年10月23日、NHK総合）
- NHKスペシャル “冒険の共有” 栗城史多の見果てぬ夢（2019年1月14日、NHK総合）
- TOKYO NATURE トライアウト（2020年3月20日 - 4月3日、TOKYO MX）
- 甲斐駒ヶ岳・黒戸尾根　バーチャル登山（2020年5月18日、日本山岳会によるZoom配信）